# Francis Leoncini
Francis Leoncini (Viterbo, 11 aprile 1915 – Crispiano, 10 maggio 1950) è stato un aviatore e militare italiano, pluridecorato pilota della Regia Aeronautica durante la Guerra civile spagnola e la seconda guerra mondiale, conseguì un totale di 19 vittorie aeree tra individuali e in collaborazione, venendo decorato con una Medaglia d'oro al valore aeronautico, tre Medaglie d'argento e una di bronzo al valor militare, tre Croci al merito di guerra, la Croce di Ferro di II classe tedesca, e la Cruz de guerra spagnola.

## Biografia
Nacque a Viterbo l'11 aprile 1915, figlio di Francesco e Sara Mancini. e dopo essersi diplomato ragioniere presso l'Istituto Commerciale Paolo Savi, e nel 1933, grazie ad una borsa di studio conseguì il brevetto di pilota d'aeroplano. Nel 1936 si arruolò nella Regia Aeronautica come Allievo Ufficiale pilota di complemento, conseguendo in quello stesso anno il brevetto di pilota militare su velivolo Fiat C.R.20 e il grado di sottotenente.
Completò l'addestramento militare su velivoli Fiat C.R.30 e C.R.32, e il 16 aprile 1937 fu inviato a combattere in Spagna, assegnato all'Aviazione Legionaria come pilota da caccia, inquadrato nella 31ª Squadriglia del XVIII Gruppo “Asso di Bastoni” (18º Gruppo caccia). In seguito ad un incidente aereo avvenuto il 12 ottobre dovette atterrare in territorio repubblicano, venendo catturato e trascorrendo un anno in prigionia prima di essere rilasciato in seguito ad uno scambio di prigionieri. Rientrato in Italia entrò in servizio permanente effettivo per merito di guerra nel corso del 1939, assegnato al 22º Gruppo (22º Gruppo Autonomo Caccia Terrestre) del 52º Stormo Caccia Terrestre dove conseguì l'abilitazione al pilotaggio del caccia Fiat G.50 Freccia. Promosso tenente nel 1940, dopo l'entrata in guerra del Regno d'Italia prese parte alle operazioni sul fronte occidentale e poi alla Campagna di Grecia nelle file del 51º Stormo Caccia Terrestre, venendo promosso capitano nel 1941. Nell'estate del 1942 partì per il fronte orientale al comando della 361ª Squadriglia, 21º Gruppo Autonomo Caccia Terrestre, dotata dei monoplani Aermacchi C.202 Saetta.
Rientrato in Italia nel corso del 1943, basandosi a Firenze, il reparto rientrò subito in azione dapprima sul Mar Mediterraneo e poi sulla Sicilia. Dopo la firma dell'armistizio dell'8 settembre, il suo gruppo si trasferì sull'aeroporto di Lecce-Galatina, nell'Italia meridionale, passando poi in forza alla neocostituita Italian Co-Belligerent Air Force. Il reparto, dotato di un misto di C.202 e C.205V Veltro si distinse in operazioni belliche nei Balcani.
Promosso maggiore nel 1944, dopo la fine della guerra transitò in servizio nell'Aeronautica Militare, divenendo tenente colonnello nel 1947. Curò l'introduzione in servizio del primo caccia a reazione, il de Havilland Vampire, prelevando i primi esemplari direttamente in Inghilterra nel 1950. Sull'aeroporto di Foggia-Amendola diresse la prima Scuola di Volo Aviogetti, il NAVAR (Nucleo Addestrativo Velivoli a Reazione). Perì durante un incidente aereo a Crispiano (provincia di Taranto) il 10 maggio 1950, quando il suo P-39 Airacobra precipitò al suolo a causa di un guasto meccanico, lasciando la moglie, signora Ornella Conti e i due figli Paola e Francesco. Accreditato al pilotaggio di numerosi tipi di velivolo, insignito della Medaglia d'oro al valor aeronautico, di tre Medaglie d'argento e una di bronzo al valor militare, tre Croci al merito di guerra, della Croce di Ferro di II classe tedesca, aveva compiuto 835 ore di volo in guerra, accreditato dell'abbattimento di 19 aerei nemici tra individuali o in collaborazione.
La sezione dell'Associazione Arma Aeronautica di Viterbo porta il suo nome, così come una via della città, una scuola elementare a Foggia, e una strada all'interno dell'Aeroporto di Lecce.

### Annotazioni
1. ↑  La coppia ebbe altri tre figli, Anita, Publio e Lilian.
2. ↑  Quel giorno 9 C.R.32 della 31ª Squadriglia, al comando del capitano Ugo Borgogno, e 9 della 32ª, al comando del capitano Ernesto Botto, intercettarono una formazione avversaria composta da 9 bombardieri Tupolev SB, con la scorta di 13 caccia Polikarpov I-15 e 19 I-16. Nel seguente combattimento il suo C.R.32 entrò in collisione con quello pilotato dal sergente maggiore Ugo Corsi ed egli dovette lanciarsi con il paracadute.
3. ↑  Tra i quali: Caproni Ca.100, Breda Ba.25, Fiat C.R.20, Fiat C.R. Asso, Fiat C.R.30, Fiat C.R.32, Fiat C.R.42 Falco, IMAM Ro.41 Maggiolino, Caproni Ca.133, Caproni Ca.111, Fiat G.50 Freccia, Reggiane Re.2001, Aermacchi C.200 Saetta, Aermacchi C.202 Folgore, Caproni Ca.312, Aermacchi C.205 Veltro, Supermarine Spitfire, Bell P-39 Airacobra, North American P-51 Mustang, Stinson L-5 Sentinel, North American AT-6, de Havilland Vampire, Fiat G.59.

### Fonti
1. 1 2 3  Trotta 1978, p. 80.
2. ↑  Logoluso 2010, p. 40.
3. ↑  Logoluso 2010, p. 50.
4. 1 2 3 4 5 6  Dunning 1988, p. 29.
5. ↑  D'Amico, Valentini 1986, p. 35.
6. ↑  Brotzu, Caso, Cosolo 1972, p. 12.
7. ↑  Brotzu, Caso, Cosolo 1972, p. 78.
8. ↑  Bollettino ufficiale 1942, disp.30, pag.1475, registrato alla Corte dei Conti addì 25 agosto 1942, registro n.5 Aeronautica, foglio n.203.
9. ↑  Bollettino ufficiale 1942, disp.46, pag.2487, registrato alla Corte dei Conti addì 10 giugno 1946, registro n.8 Aeronautica, foglio n.182.
10. ↑  Bollettino Ufficiale 1964, disp.14, pag.660.